# Martelaar

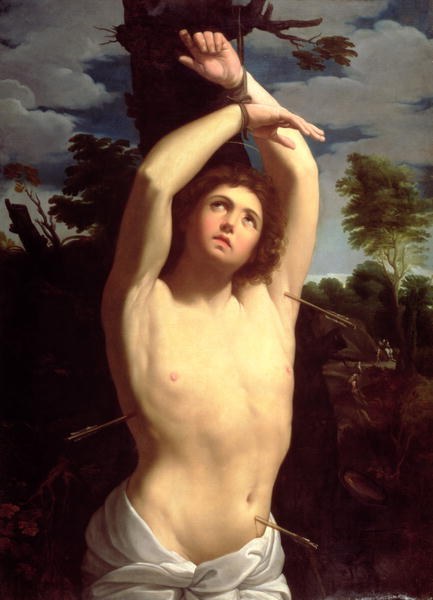
Sebastiaan, een voorbeeld van het martelaarschap

Een martelaar, martelaarster of martelares (Grieks: martys - getuige, martyrion - getuigenis) is iemand die kwellingen doorstaat of het eigen leven offert op religieuze grond. Het begrip kan zowel religieus als metaforisch gebruikt worden. In het christendom is een martelaar iemand die kwellingen doorstaat of zijn leven offert om zijn geloof niet te verzaken. In de islam is een sjahied (meestal vertaald als martelaar) iemand die sterft terwijl hij jihad uitvoert. De term wordt, gebaseerd op het christelijk martelaarschap, ook overdrachtelijk gebruikt voor mensen die veel lijden of zelfs sterven voor een edele zaak of het slachtoffer worden van hun beroep of bezigheden.
De dood van een martelaar of de veronderstelde betekenis daarvan wordt martelaarschap genoemd.

## Martelaar in het christendom
Sommige christenen stierven de marteldood vanwege hun geloof. In de Katholieke Kerk worden martelaren die een voorbeeld kunnen zijn voor de gelovigen soms heilig verklaard.
Bekend zijn de vroege christelijke martelaren die in de eerste drie eeuwen van vervolging voor de leeuwen werden geworpen of werden gekruisigd. De eerste christelijke martelaar was Stefanus. In het Nieuwe Testament wordt de term niet als zodanig gebruikt, hoewel de dood van Stefanus door steniging als martyrium er al wel beschreven staat.
In de kerkgeschiedenis zijn er verschillende bekende martelaren geweest. Ignatius van Antiochië stierf in Rome de marteldood. Polycarpus van Smyrna stierf in Smyrna de marteldood. In Noord-Afrika stierven onder andere Cyprianus, Perpetua en Felicitas en vele anderen de marteldood. De verslagen van hun dood zijn verzameld in de zogenoemde martelaarsboeken.
Ook in de recente geschiedenis van de 20e en 21e eeuw zijn er nog vele christelijke martelaren. Te denken aan de slachtoffers in het communistische China en Rusland en ook in de 21e eeuw worden er in Noord-Korea veel christenen vervolgd vanwege hun geloof en velen hebben daar met hun leven voor moeten betalen.
In de christelijke iconografie beeldt men een martelaar uit met een attribuut of het martelwerktuig. Zo wordt de heilige Laurentius steevast afgebeeld met een rooster.

### Martelaren in Nederland
In het Nederlandse taalgebied werden dergelijke getuigenissen verzameld door Adriaan van Haemstede (Adrianus Haemstedius) die in 1559 een grote verzameling documenten uitgaf onder de titel Historie der martelaren die om de getuigenis der evangelische waarheid hun bloed hebben gestort. Het boek werd na zijn overlijden steeds aangevuld, zodat de laatste editie van 1747 een overzicht geeft van de martelaren vanaf de vroege Kerk tot circa 1650. Bekende Nederlandse voorbeelden van christenen, die door de Katholieke Kerk als martelaar zijn erkend zijn de Martelaren van Gorcum (†1572) en de Friese karmeliet Titus Brandsma (†1942). Ook de doopsgezinden hebben tal van martelaren gekend.

## Sjahied in de islam
In de islam is een sjahied (meestal vertaald als martelaar) iemand die sterft terwijl hij de jihad uitvoert. Moslims die in de jihad sneuvelen, worden als martelaren beschouwd, die direct in het paradijs toegelaten worden, in het beste deel hiervan. Volgens een hadith wordt een martelaar getrouwd met 72 hoeri's in het paradijs en mag hij bemiddelen voor 70 naaste familieleden.
Vaak wordt er over martelaar gesproken als een persoon tijdens de kleine jihad gedood wordt door de tegenstander, maar een persoon kan ook een martelaar worden wanneer diegene sterft door een plaag, buikziekte of een vallend gebouw. Hetzelfde geldt voor iemand die leven verbrand wordt of verdrinkt en voor een vrouw die sterft tijdens haar zwangerschap.
Het Arabische woord voor martelaar is sjahied en is te herleiden tot de islamitische getuigenis. Sjahied heeft te maken met ergens getuige van zijn of dat er door anderen over jou wordt getuigd. Er wordt binnen de islam gezegd dat martelaren hun eigen status in deze en de komende wereld kunnen aanschouwen en dat de engelen voor hen de sjahada uitspreken.
Er worden drie soorten martelaren onderscheiden:
1. Zij die in deze en de komende wereld als martelaar worden gezien. Zij zijn tijdens een rechtvaardige strijd gedood. Ze worden niet gewassen op de manier die gebruikelijk is bij een overledene. Er is verschil van mening over het al dan niet verrichten van het gebed voor de overledene vanwege hun bijzondere status.
2. Zij die in deze wereld niet als martelaar worden beschouwd, maar wel in het hiernamaals. Dit betreft zij die sterven aan een ongeneeslijke ziekte, een aardbeving of een andere ramp, die tijdens de verdediging van bezit, leven of eer zijn gestorven. Hierover zijn betrouwbare overleveringen bekend.[bron?] Zij worden wel gewassen en er wordt wel voor hen gebeden.
3. Zij die voor het oog van de wereld martelaar zijn, maar daarop eigenlijk geen aanspraak kunnen maken, omdat zij een verkeerde intentie hadden. Misschien voerden zij oorlog om er beter van te worden of zijn zij als lafaard gedood. Alleen God kent hun werkelijke bedoelingen.

Binnen de islam hebben martelaars een bijzondere plek, speciaal binnen de sjiitische islam. Volgens de sjiieten zouden alle Twaalf Imams behalve de twaalfde, Mohammed al-Mahdi, de martelaarsdood zijn gestorven. Elk jaar wordt tijdens het Asjoera-feest herdacht dat imam Hoessein stierf in een oorlog tegen Yazid, een generaal die aan de macht was in die tijd.
Ook Mohammed wenste als martelaar te sterven.

## Metaforisch gebruik
In recenter tijden wordt de term martelaar ook in niet-religieuze context gebruikt.
Walpole schrijft in "Memoirs of the Reign of George II" in 1757 dat de Eeuw van de Rede in 1659 begon. Hij schrijft dat "een eeuw is voorbijgegaan sinds de rede (Reason) begonnen is dat overwicht in wereldse zaken zo te voeren als het aan mensen zesduizend jaar geleden reeds toegestaan was. Hoewel in deze eeuw godsdiensten en regeringen nog steeds beheerst werden door vooroordelen, hoewel geloof dat in tegenstelling tot de logica en tirannen de menigten tot slaaf maakten van de luim van één enkele man, nog niet verdwenen zijn ontstaan er tenminste geen nieuwe ongerijmdheden meer of, indien zij verspreid werden, brengen zij geen vervolgingen of martelaren meer voort".
Walpole gebruikte het begrip martelaar niet langer in een uitsluitend religieuze context maar betrok ook de slachtoffers van een niet "verlichte" overheid bij de martelaars.
De door Kerk en overheid vervolgde sterrenkundigen zoals Galileo Galileï en Keppler waren in de ogen van de verlichting martelaren voor de vrijheid van de wetenschap.
In de 19e en 20e eeuw konden mensen in veler ogen ook de "martelaar van een goede zaak" worden wanneer zij zich opofferden voor sociale of politieke gerechtigheid.
Zo zien velen Martin Luther King als martelaar voor de burgerrechten (waarvoor hij overigens wel nadrukkelijk vanuit het christelijk geloof opkwam), sommigen zien Che Guevara als martelaar voor het socialisme en Theo van Gogh als martelaar voor de vrijheid van meningsuiting.

## Notities
1. ↑  Zie bijvoorbeeld Soera 3:169, Soera 9:111 of Soera 22:58-59.